# تكساس كيلينغ فيلدز (فلم)
تكساس كيلينغ فيلدز (بالإنجليزية: Texas Killing Fields)، هو فيلم جريمة وغموض، تم إنتاجه في الولايات المتحدة، وصدر سنة 2011. بطولة كلوي غرايس موريتز، سام ورذينجتن وجيفري دين مورغان.

## القصة
تدور أحداث الفيلم حول سودر وهو محقق جرائم القتل في بلدة تكساس الصغيرة، وشريكته الجديدة الشرطية المزروعة في مدينة نيويورك، لتعقب القاتل السادي بعد سلسلة من ضحاياه مع تشويهها والقئها في المستنقعات القريبة من السكان المحليين". على الرغم من مسرح الجريمة المستنقعات تقع خارج نطاق ولايتها، إلا أنها غير قادرة على حل جرائم القتل البشعة. على الرغم من تحذيرات شريكها، في حين تبقى دائما خطوة واحدة إلى الأمام. عندما تذهب فتاة في عداد المفقودين، والمحققين يجدون أنفسهم في سباق مع الزمن للقبض على القاتل وإنقاذ حياة الفتاة الصغيرة.

## الميزانية والإيرادات
حقّق الفيلم أرباحًا تقدّر بـ 1.69 مليون دولار أمريكي.

## وصلات خارجية
- مقالات تستعمل روابط فنية بلا صلة مع ويكي بيانات